# Künes

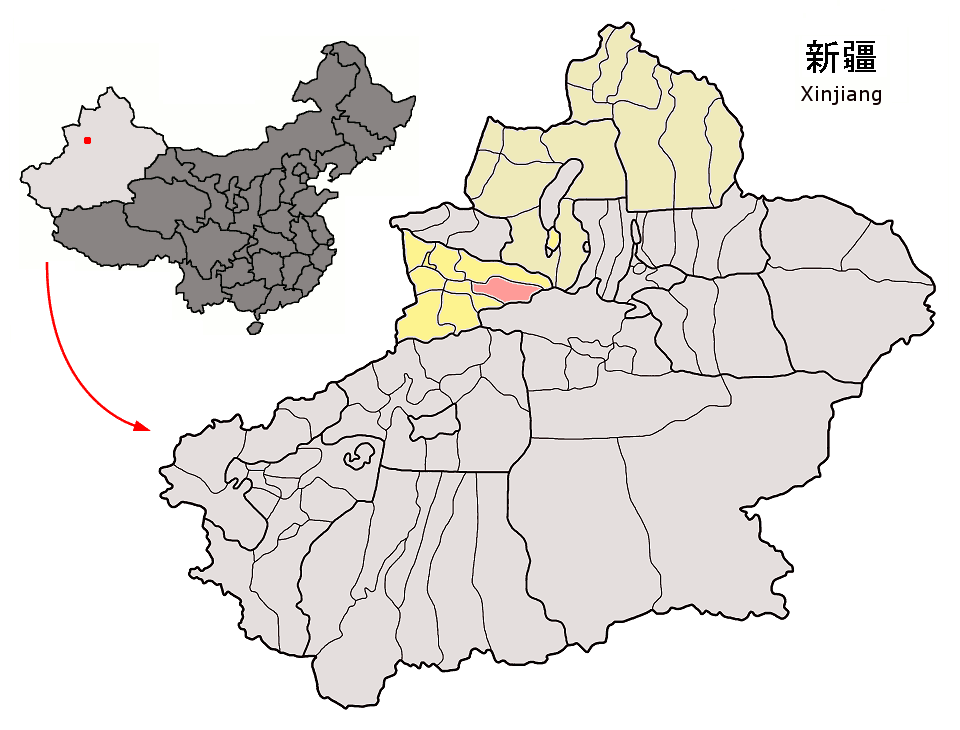
Lage des Kreises Künes bzw. Xinyuan (rosa) im Kasachischen Autonomen Bezirk Ili (gelb und grau)

Künes oder Xinyuan (chinesisch 新源县, Pinyin Xīnyuán Xiàn; uigurisch كۈنەس ناھىيىسى Künəs Naⱨiyisi, kasachisch كۇنەس اۋدانى Künes Awdanı) ist ein Kreis im Zentrum der Ili-Region. Er liegt im Tal des Ili-Zuflusses Künes.
Der Kreis gehört zum Kasachischen Autonomen Bezirk Ili im Uighurischen Autonomen Gebiet Xinjiang der Volksrepublik China. Die Fläche beträgt 7.583 Quadratkilometer und die Einwohnerzahl 282.718 (Stand: Zensus 2010). 1999 zählte Künes 282.710 Einwohner.